# Balakleia
Balakleia sau Balaklia (în ucraineană Балаклія) este un oraș din regiunea Harkov, Ucraina. Din 2020 face parte din raionul Izium (până în 2020 a fost centrul raionului Balakleia). Este situat pe malul stâng al râului Doneț, la 100 km sud-est de Harkov. Gară feroviară. În 2001 avea o populație de 32.408 persoane. Este centrul industrial și minier din regiune. Lângă Balakleia se află una dintre cele mai mari întreprinderi de producție de ciment. Nu departe de Balakleia, în Șebelinka, se află unul dintre cele mai mari zăcăminte de gaz din Ucraina, din care se extrage gaz din 1956 de la o adâncime de 3-5 km. Orașul a fost întemeiat în 1663 de către coloniști cazaci de pe malul drept al Niprului. Balakleia a devenit faimoasă în întreaga lume datorită incendiului și exploziilor de la un depozitul militar de muniții din 23 martie 2017. Pe 3 martie 2022, orașul a fost ocupat de trupele ruse în timpul invaziei ruse a Ucrainei. Pe 8 septembrie 2022 Volodimir Zelenski, a declarat că orașul a fost eliberat de armata Ucraineană.